# محمد سوقار
محمد سوقار (عربی: محمد سوقار؛ زادهٔ ۷ سپتامبر ۱۹۸۵) بازیکن فوتبال اهل الجزایر است.
از باشگاه‌هایی که در آن بازی کرده‌است می‌توان به باشگاه فوتبال وفاق سطیف، باشگاه فوتبال المپیک شلف، باشگاه فوتبال اتحاد الجزایر، و باشگاه فوتبال القبائل اشاره کرد.
وی همچنین در تیم‌های ملی فوتبال زیر ۲۳ سال الجزایر و الجزایر بازی کرده‌است.